# Ernest Rutherford
(J. B. Birks, Rutherford at Manchester, 1962)
Ernest Rutherford, I Barone Rutherford di Nelson (Brightwater, 30 agosto 1871 – Cambridge, 19 ottobre 1937), è stato un fisico neozelandese naturalizzato britannico, considerato il padre della fisica nucleare. Fu il precursore della teoria orbitale dell'atomo, avendo scoperto lo scattering Rutherford nell'esperimento della lamina d'oro sottile.
Vinse il premio Nobel per la chimica nel 1908. In ricordo del suo importante contributo alla chimica, l'elemento chimico Rutherfordio prende il suo nome.

## Biografia
Rutherford nacque a Brightwater, in Nuova Zelanda. Studiò al Nelson College e al Canterbury College, conseguendo tre diplomi, con due anni di ricerche nella tecnologia elettrica.
Nel 1895 Rutherford si trasferì in Inghilterra per studi post laurea presso il Laboratorio Cavendish, iscrivendosi al Trinity College presso l'Università di Cambridge (1895–1898). Qui detenne per breve tempo il primato mondiale di distanza su cui erano state rilevate onde radiofoniche. Durante la sua investigazione della radioattività coniò i termini raggi alfa e raggi beta.
Sua la famosa affermazione "Nella scienza esiste solo la Fisica; tutto il resto è collezione di francobolli". Nel 1898 gli fu assegnata proprio la cattedra di fisica alla McGill University, in Canada. Qui, a partire dal 1900, iniziò in collaborazione con Frederick Soddy lo studio che gli avrebbe fruttato nel 1908 il Premio Nobel per la chimica, dimostrando che la radioattività era la spontanea disintegrazione o trasmutazione degli atomi. Aveva notato che in un campione di materiale radioattivo occorreva invariabilmente lo stesso tempo ("tempo di dimezzamento") perché metà del campione decadesse, e ideò una applicazione pratica di questo fenomeno usando questo tempo costante di decadimento come un orologio, il quale poteva quindi essere usato per determinare l'età effettiva della Terra: essa si rivelò molto più vecchia di quanto la maggior parte degli scienziati dell'epoca ritenesse.
Nel 1907 ebbe la cattedra di fisica alla Victoria University di Manchester. Qui, sotto la sua supervisione, furono condotti da Hans Wilhelm Geiger e Ernest Marsden esperimenti di bombardamento di sottili lamine d'oro tramite particelle alfa che si mostrarono fondamentali per lo studio della struttura della materia. Studiando la deflessione delle particelle alfa Rutherford ipotizzò la presenza, all'interno dell'atomo, di una forte concentrazione di materia in un volume molto piccolo, ovvero il nucleo, giungendo nel 1911 alla formulazione del modello atomico che ancora oggi prende il suo nome. Nel 1919 svolse altri esperimenti bombardando azoto mediante particelle alfa e osservando l'emissione di singoli nuclei di idrogeno. Rutherford interpretò questi risultati come evidenza della disintegrazione di atomi. Solo nel 1932 Patrick Blackett dedusse che l'emissione di un protone avveniva in effetti in concomitanza con la trasmutazione di un atomo di azoto in un isotopo dell'ossigeno, mediante la reazione nucleare
{\displaystyle ^{14}N+\alpha \;\to \;^{17}O+p}
dove per {\displaystyle \alpha } s'intende la particella alfa (nucleo dell'4He) e per {\displaystyle p} s'intende il protone.
Mentre lavorava con Niels Bohr, Rutherford per primo ipotizzò l'esistenza di particelle nucleari neutre, i neutroni, che, aumentando le forze nucleari attrattive, potevano compensare l'effetto repulsivo delle cariche elettriche positive dei protoni, impedendo così ai nuclei degli atomi pesanti di disintegrarsi.
Nel 1917 ritornò al laboratorio Cavendish come direttore. Sotto la sua direzione furono assegnati premi Nobel a James Chadwick per la scoperta del neutrone, a John Cockcroft e Ernest Walton per la scissione dell'atomo mediante un acceleratore di particelle, e a Sir Edward Appleton per la dimostrazione dell'esistenza della ionosfera.

## Riconoscimenti
- È raffigurato sulle banconote da cento dollari della Nuova Zelanda ed anche su francobolli di Unione Sovietica (1971), Canada (1971), Svezia (1968) e Nuova Zelanda (1971 e 1999).
- Nel 1997 l'elemento chimico Rutherfordio Rf fu chiamato così in suo onore.
- Una unità di misura delle radiazioni, oggi non più in uso, fu chiamata col suo nome, Rutherford (Rd).
- Un asteroide, 1249 Rutherfordia, porta il suo nome.
- gli sono intitolati il cratere lunare Rutherford ed il cratere marziano[1] Rutherford di 107 km di diametro.
- Medaglia Echegaray nel 1931.

## Opere

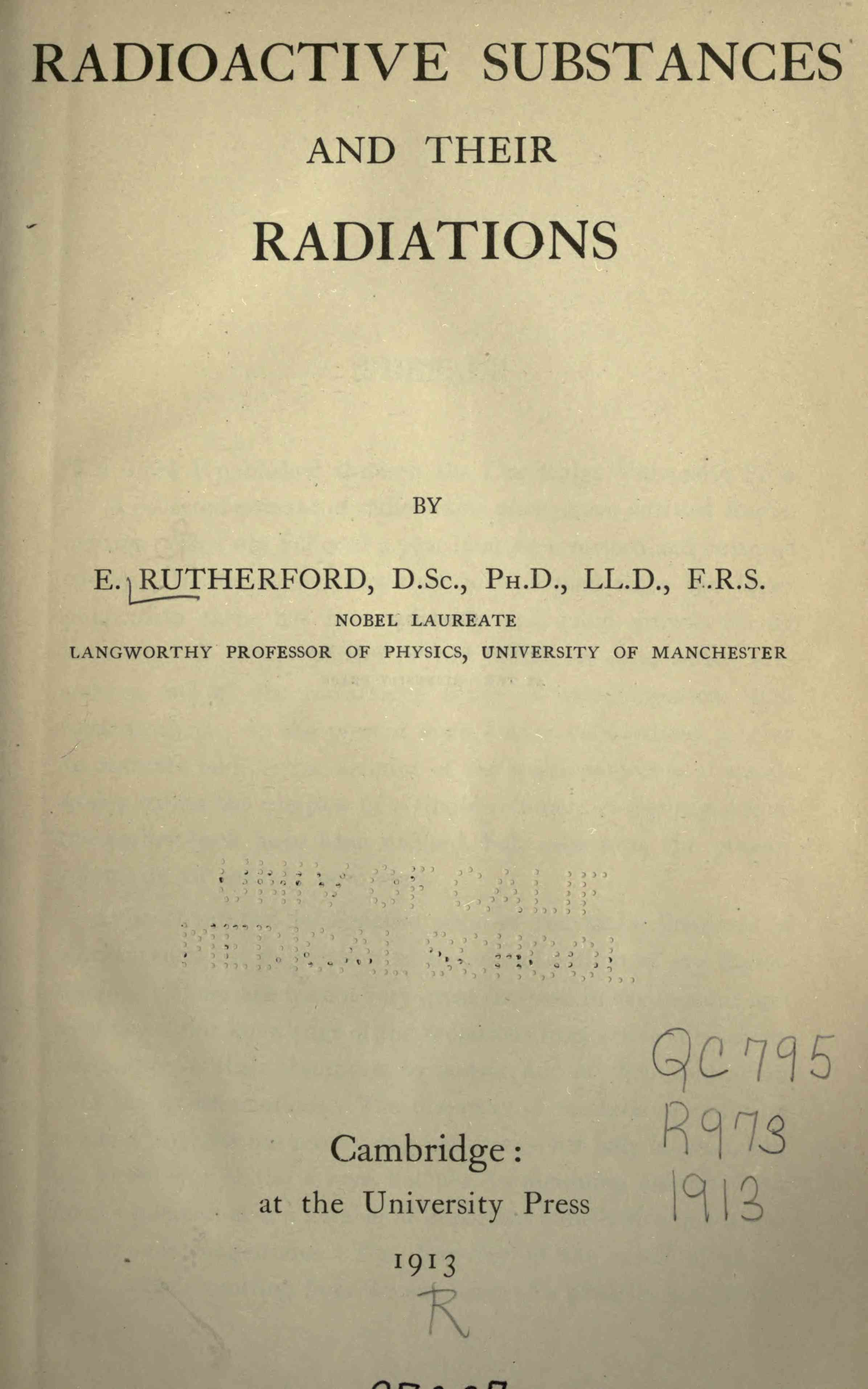
Radioaktive Substanzen und ihre Strahlungen, 1913

- Radio-activity (1904), 2nd ed. (1905), ISBN 978-1-60355-058-1
- Radioactive Transformations (1906), ISBN 978-1-60355-054-3
- (EN) Radioaktive Substanzen und ihre Strahlungen, Cambridge, University press, 1933.
- (DE) Radioaktive Substanzen und ihre Strahlungen, Leipzig, Akademische Verlaggesellschaft, 1913.
- Radiations from Radioactive Substances (1919)
- The Electrical Structure of Matter (1926)
- The Artificial Transmutation of the Elements (1933)
- The Newer Alchemy (1937)

## Onorificenze
Fu nominato cavaliere nel 1914 e nel 1931 fu nominato Barone Rutherford di Nelson di Cambridge nella Contea di Cambridge.